# باشگاه فوتبال روبرت
باشگاه فوتبال روبرت یک باشگاه فوتبال مارتینیکی است که در شهر لو روبر مستقر است.
این باشگاه که در سال ۱۹۰۳ تاسیس شد، قدیمی‌ترین باشگاه مارتینیک است و هم اکنون در لیگ برتر مارتینیک بازی می‌کند.

## دستاوردها
- مسابقات قهرمانی ملی مارتینیک: ۱ قهرمانی
- جام حذفی مارتینیک: ۲ قهرمانی